# The Skatalites

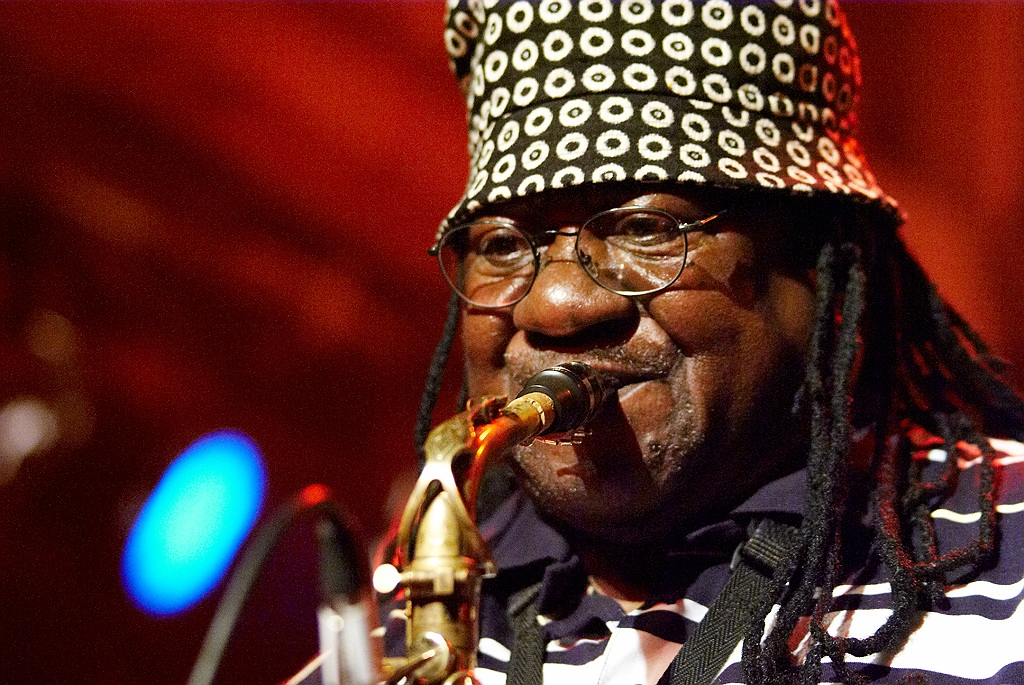
Lester „Ska“ Sterling, Hamburg

The Skatalites sind eine jamaikanische Skaband. Sie sind zu großen Teilen verantwortlich für die Entwicklung des Ska und sind seit ihrer Gründung 1963 mit Studioalben sowie auf weltweiten Tourneen aktiv.

## Geschichte

### 1962–1964: Die Anfänge
Unter anderem die Mitglieder der späteren Skatalites arbeiteten bereits 1963 musikalisch zusammen. Sie spielten in dieser Zeit nahezu alle Stücke ein, auf deren Grundlage Vocalists wie Bob Marley, Peter Tosh und Jimmy Cliff dem neugewonnenen Selbstbewusstsein des 1962 unabhängig gewordenen Jamaikas Ausdruck verliehen.
Viele Musiker dieser Zeit besuchten die Alpha Boys School, eine in West-Kingston gelegene Schule, deren strenge Ausbildung an die klassische europäische Musik angelehnt war. Absolventen dieser Schule spielten bereits in den Fünfziger-Jahren in eigenen Bands und tourten mit ihrer Interpretation von Jazz durch verschiedene Clubs und Bars, andere wurden als Studiomusiker engagiert.
Auf eben jene kleine Gruppe von Musikern konzentrierte sich auch die Herausbildung des Ska, der, obschon seines Entstehungshintergrundes als Wettbewerb verschiedener Produzenten, von immer den gleichen Musikern eingespielt wurde. So waren dies 1962 unter anderem Tommy McCook, Rolando Alphonso, Lloyd Brevett, Lloyd Knibb, Lester Sterling, Don Drummond, Jah Jerry Haynes, Jackie Mittoo und Johnny Moore, deren musikalische Erzeugnisse den Produzenten wie Coxsone Dodd und Duke Reid im gegenseitigen Wettbewerb zugutekamen.
Im Jahre 1963 gründeten einige dieser Musiker auf Initiative von Lloyd Knibb hin eine Band, deren Namen zunächst Satellites lauten sollte, aber auf die Idee von Tommy McCook hin Skatalites genannt wurde. Als Studioband wirkten sie an der Single Simmer Down von Bob Marley & The Wailers mit, die damit in Jamaika einen Nummer-eins-Hit landen konnten.
Im Folgejahr, 1964, erschien die erste Skatalites LP Ska Authentic, eine Zusammenstellung von bereits veröffentlichten Singles, im Studio One in Kingston, und die Skatalites tourten als die Erschaffer des Ska über die Insel, spielten jedoch weiterhin für nahezu alle Produzenten und verhalfen jungen Talenten wie Desmond Dekker, The Wailers und Lee Perry zum Durchbruch. Das schaffensreichste Mitglied der Skatalites, Posaunist Don Drummond, erschuf bis 1965 um die 200 verschiedene Tunes.

### 1965–1969: Drummonds Schicksal und Auflösung der Skatalites
Am 1. Januar 1965 wurde der zunehmend unter Verwirrung leidende Don Drummond des Mordes an seiner Freundin Anita „Marguerita“ Mahfood bezichtigt, verurteilt und schließlich in das Bellevue Asylum, eine Nervenanstalt, eingewiesen, wo er 1969 starb.
Nachdem Drummond eingewiesen worden war und Tommy McCook zum Produzenten Arthur „Duke“ Reid wechselte, trennten sich die Skatalites und zerfielen hauptsächlich in zwei große Kapellen: Roland Alphonso & The Soul Brothers und Tommy McCook & The Supersonics.

### 1983–1989: Reunion und Support-Touren
Im Juni 1983 formiert sich die Originalbesetzung neu, um im Juli beim Sunsplash-Festival in Montego Bay aufzutreten. Nachdem dieser Auftritt ein voller Erfolg wurde, nahmen die Skatalites im Frühling 1984 ihr neues Album The Return of The Big Guns auf.
Bis 1989 spielen die Skatalites unter anderem als Backing-Band für Prince Buster und als Support-Band auf der Tour von Bunny Wailer, auf der noch sieben Mitglieder der Originalbesetzung zu sehen sind: Tommy McCook, Roland Alphonso, Lester Sterling, Johnny Moore, Jackie Mittoo, Lloyd Brevett und Lloyd Knibb.

### 1990–2003: Eigene Tournee, Grammy-Nominierungen und Neuformierung
Ab Januar 1990 spielen die Skatalites ihre erste eigene US-Tour, auf der gegenüber der letzten Besetzung Jackie Mittoo und Lester Sterling fehlen. Ende des Jahres 1990 starb Mittoo in Kanada an Krebs.
In den Jahren 1991–1993 touren die Skatalites unter anderem auch 1992 in Europa weiter und arbeiten an ihrem 1993 unter dem Namen Skavoovee erscheinenden Album, dessen Vorstellungstour die Skatalites wiederum durch die USA führt.
1996 und 1997 sind die Skatalites für einen Grammy in der Kategorie „Bestes Reggae-Album“ für ihre jeweils ein Jahr vorher erscheinenden Werke Hi-Bop Ska und Greetings From Skamania nominiert.
Nachdem 1997 Ball of Fire erscheint, stirbt Tommy McCook am 5. Mai 1998, am 20. November stirbt auch Roland Alphonso. Im März 1999 stößt Cedric „Im“ Brooks zu den Skatalites. Mit ihm nehmen die Skatalites mehrere neue Alben auf. Von Februar bis Juli 2002 treten die Skatalites die Konzerttournee „Glory to the Sound“ an, welche von den USA über Europa nach Japan führt. 2003 folgt mit Vin „Don Drummond Junior“ Gordon an der Posaune eine neunmonatige Welttournee.

### 2004–2005: Geburtstagstour und weitere Welttour
Im Mai 2004 kündigen die Skatalites ihre Tour zum 40. Geburtstag der Kapelle an, die mit Unterstützung von Vincent „Don Drummond Jr“ Gordon und Karl „Cannonball“ Bryan bis in den Mai 2005 hinein dauert.
Im Anschluss daran gehen sie, mit ihrem neusten Live-Album In Orbit Vol.1 und verstärkt durch Val Douglas, erneut auf Welttournee.

### 2007: 11 Konzerte in Deutschland
Im November und Dezember touren die Skatalites durch Deutschland, um ihr neues Studioalbum On the Right Track zu präsentieren.

## Diskografie
- Ska Authentic (Studio One, 1964)
- Ska Authentic, Vol. 2 (Studio One, 1967)
- Celebration Time (Studio One)
- Best Of (Studio One)
- African Roots (United Artists, 1978)
- Scattered Lights (Alligator, 1984)
- Return of the Big Guns (Island, 1984)
- With Sly & Robbie & Taxi Gang (Vista, 1984)
- Stretching Out live (ROIR, 1987)
- Hog in a Cocoa (Culture Press, 1993)
- I'm in the Mood for Ska (Trojan Records, 1993)
- Ska Voovee (Shanachie Records, 1993)
- Hi-Bop Ska (Shanachie, 1994)
- In the Mood for Ska (Trojan, 1995)
- Greetings from Skamania (Shanachie, 1996)
- The Skatalite! (Jet Set, 1997)
- Foundation Ska (Heartbeat, 1997)
- Ball of Fire (Island, 1998)
- The Clash of the Ska Titans (1999)
- Bashaka (Marston, 2000)
- Nucleus of Ska (Music Club, 2001)
- Herb Dub, Collie Dub (Motion, 2001)
- Ska Splash (Moonska, 2002)
- Lucky Seven (2002)
- From Paris With Love (World Village, 2002)
- Celebration (Studio One, 2002)
- Ska-ta-shot (2002)
- Guns of Navarone (2003)
- In Orbit Vol.1 Live in Argentina (2005)
- On the Right Track (2007)
- Walk With Me (2012)